# Ottersjön, Medelpad
Ottersjön är en sjö i Bräcke kommun och Ånge kommun i Medelpad och ingår i Ljungans huvudavrinningsområde. Sjön har en area på 0,28 kvadratkilometer och ligger 278 meter över havet. Sjön avvattnas av vattendraget Ottersjöbäcken.

## Delavrinningsområde
Ottersjön ingår i det delavrinningsområde (695406-152042) som SMHI kallar för Utloppet av Ottersjön. Medelhöjden är 312 meter över havet och ytan är 4,14 kvadratkilometer. Det finns inga avrinningsområden uppströms utan avrinningsområdet är högsta punkten. Ottersjöbäcken som avvattnar avrinningsområdet har biflödesordning 5, vilket innebär att vattnet flödar genom totalt 5 vattendrag innan det når havet efter 108 kilometer. Avrinningsområdet består mestadels av skog (78 procent). Avrinningsområdet har 0,28 kvadratkilometer vattenytor vilket ger det en sjöprocent på 6,8 procent.